# Преступность в Израиле
Преступность в Израиле находится на среднем уровне по сравнению со странами Европы. В структуре тяжких преступлений присутствуют такие виды как незаконный оборот наркотиков, торговля оружием, кражи со взломом, угон автомобилей, торговля людьми и т. д..

## Организованная преступность
С 1990 года отмечен рост организованной преступности, а также деятельность израильских ОПГ в других странах, включая США, ЮАР и Нидерланды.
В 2003 году израильская полиция возбудила 484 688 уголовных дела, что означает прирост уровня преступности в 4,5 % по сравнению с 2002 годом.
С начала 1990-х годов наблюдается рост числа грабежей, в период с 1994 по 2001 годы показатель числа ограблений увеличился с 14,0 до 30,6 случаев на 100 тысяч населения. По оценкам авторов исследования «Мировая организованная преступность», рост числа преступлений против собственности, особенно угонов машин, связан с политикой Палестинской национальной автономии, которая «служит убежищем для палестинских преступников». При этом угонами занимаются не только палестинцы, но и граждане Израиля — как евреи, так и арабы. Угнанные автомобили разбираются на части на палестинских территориях, после чего из них собираются автомобили, которые продаются на чёрном рынке в Израиле. По сообщениям СМИ, некоторыми из таких автомобилей пользуются высокопоставленные чиновники Палестинской администрации. Сообщалось, что с начала 2010 года по конец февраля 2010 года полиция Палестинской автономии уничтожила 910 угнанных автомобилей.
Незаконная торговля оружием в Израиле напрямую связана с терроризмом. Имеются многочисленные связи между израильскими и палестинскими криминальными группировками, ведущими этот бизнес.

## Другие виды преступности
Всё более серьёзной проблемой в Израиле становится наркобизнес. Наркотики поступают в основном из Иордании, конопля импортируется из Египта.
Подростковая преступность в школах также является проблемой в Израиле. Согласно исследованию, выполненному Т. Горовицем и М. Амиром в 1981 году, в израильских школах в основном совершаются три вида преступлений: кража, кража со взломом, и вандализм.
По данным ООН, количество убийств в Израиле в период 1995—2011 годов составляло 2,1 на 100 000 жителей в год (для сравнения — в России этот показатель составляет 10,2, в США −4,2, в Венесуэле — 45,1). В 2009 году в Израиле было совершено 135 убийств.
Уголовно наказуема организация любых азартных игр в Израиле, хотя в стране действуют тотализаторы.

## Коррупция
Согласно Рейтингу восприятии коррупции на январь 2019 года, составленному Transparency International, Израиль занимает 34-е место из 180 стран. Уровень коррупции в Израиле традиционно низкий: в 2008 году был принят закон об уголовной ответственности предпринимателей при попытке дачи взяток иностранным должностным лицам. В частности, по этому закону предстали перед судом:
- руководители строительной компании «Шикун у-бинуй» за попытку дачи взяток государственным служащим Кении для получения крупных строительных контрактов в африканской стране;
- руководители израильской судостроительной компании Israel Shipyards за попытку дачи взяток должностным лицам из стран Африки для заключения оборонных заказов на десятки миллионов долларов;
- миллиардер Бени Штайнмец за попытку дачи взятки бывшему президенту Гвинеи в обмен на получение лицензий на добычу полезных ископаемых.

Согласно израильскому законодательству, за дачу взятки в размере хотя бы 250 израильских шекелей (около 75 долларов США) любое физическое лицо, в том числе и госслужащий, может не просто быть привлечён к уголовной ответственности, но и получить тюремный срок. Арест и тюремное заключение грозят любому физическому лицу за попытку дачи взятки в любом размере сотруднику правоохранительных органов.

## Уличная преступность
Уровень уличной преступности в Израиле в целом характеризуется как низкий, хотя имеются «неблагополучные» в криминальном плане районы в крупных городах. Имели место террористические акты в местах массового скопления людей, в частности, взрыв на дискотеке «Дольфи» 1 июня 2001 года, жертвами которого стал 21 человек, теракт-самоубийство в клубе «Stage» на набережной Тель-Авива 25 февраля 2005 года, в результате которого погибли 4 человека.